# Patricio Torres Espinosa
Patricio Torres Espinosa, 
Entre octubre del  2019 y marzo del 2022 fue Embajador ante la Unión Europea, Bélgica y Luxemburgo. Fue también Embajador Extraordinario y Plenipotenciario de Chile en Japón (2010-2016). Ha sido Embajador de Chile en Malasia y Brunéi Darussalam (2004-2008) También ejerció como Ministro Consejero en la Embajada en Japón, entre mediados de 1996 y mediados de 2001, y Alemania (1991-1995).

## Biografía
Torres ingresó al Servicio Exterior tras graduarse de la Academia Diplomática en 1974. Posee un B.A. en Economía de la Universidad de Fordham, Nueva York, y estudios de posgrado en Ciencias Políticas de la Universidad de la Ciudad de Nueva York (CUNY).
El Embajador Torres ha desempeñado funciones en las misiones de Chile ante Naciones Unidas en Nueva York; en la Embajada en Washington D.C (Estados Unidos); como Encargado de Negocios en la República Democrática Alemana (1990); como Ministro Consejero en la Embajada de Chile en Alemania (1991-1995) y posteriormente, en la Embajada de Chile en Japón (1996-2001). En su primera misión como Embajador, Torres asumió a la cabeza de la Embajada en Malasia y Brunéi Darussalam (2004-2008).
Al momento de informarse su destinación a la Unión Europea, ejercía como Secretario General de Política Exterior de la Cancillería.
Adicionalmente, en el Ministerio de Relaciones Exteriores ha asumido diversos cargos, como director de Asuntos de Europa (2008-2010), director de Asuntos de América del Sur (2016-2018) y director general de Asuntos Consulares y de Inmigración (2002-2004).